# Лагеттський вазописець
Лагеттській вазописець (нім. Laghetto-Maler, англ. Laghetto Painter) — анонімний давньогрецький вазописець, працював у IV столітті до н. е. у червонофігурній техніці. Відомий своєю майстернею кампанського вазопису.
Характерним мотивом вазописця було зображення 4 жінок, що сидять на камені, іноді усіченому блоці або просто на вівтарі. Тіло фігур зображувалось у профіль на три чверті.
Близько 100 ваз авторства Лаггетського вазописця та Вазописця Іксіона зберігається в Державному Ермітажі у Санкт-Петербурзі.